# Jean-Pierre Bourtayre
Pour les articles homonymes, voir Bourtayre.
Jean-Pierre Bourtayre est un compositeur français né le 31 janvier 1942 à Paris 15e et mort le 4 mars 2024 à Chatou.
Il travaille pour de nombreuses vedettes de la chanson, de Jacques Dutronc à Michel Sardou, et surtout Claude François dont il sera directeur artistique et principal collaborateur tout au long des années 1970, composant notamment pour lui Le téléphone pleure, Magnolias for Ever et Alexandrie Alexandra.

## Biographie

### Jeunesse et études
Jean-Pierre Bourtayre naît le 31 janvier 1942 dans le 15e arrondissement de Paris. Son père est le compositeur Henri Bourtayre (1915-2009), qui travaille notamment pour Tino Rossi et Luis Mariano.

### Carrière
Jean-Pierre Bourtayre amorce sa carrière de compositeur de chansons au début des années 1960, écrivant notamment pour les groupes Les Chats sauvages, avec Dick Rivers, et Les Vautours, avec Vic Laurens. En 1966, il collabore avec Erick Saint-Laurent. En 1968, avec Vline Buggy et Hugues Aufray, il compose la chanson Adieu monsieur le professeur qui devient un classique du chanteur.
En 1970, il tente une carrière de chanteur et interprète notamment Et nous avons parlé de toi, De décembre à décembre ainsi que Un prince en Avignon, chanson créée en 1968 par Esther Ofarim en hommage à l'acteur Gérard Philipe et qui sera reprise par Mary Hopkin, Ève Brenner, Claude Dubois, Fabienne Thibeault, Mireille Mathieu, Charlotte Julian et Michèle Torr. En 1971, il interprète Le Fils de Matthieu avec Cécile Valéry.
En 1971, sa chanson Un banc, un arbre, une rue permet à la chanteuse Séverine, représentant Monaco, de remporter le grand prix du Concours Eurovision de la chanson. La même année, il devient le directeur artistique de Claude François. Pour lui, il compose de nombreuses chansons dont les tubes Le téléphone pleure, Magnolias for Ever et Alexandrie Alexandra.
Il compose également des génériques ou des chansons-thème d’émissions télévisées. On lui doit notamment les musiques des deux chansons de la série Arsène Lupin, toutes deux interprétées par Jacques Dutronc : L’Arsène (1971 - première saison) et Gentleman cambrioleur (1973 - seconde saison).
En 1978, il s'associe au parolier Yves Dessca pour La Chanson de Kiki.
En 1979, en collaboration avec le parolier Étienne Roda-Gil et le compositeur Jean-Claude Petit, il participe au projet de comédie musicale 36 Front populaire, qui sort en double-album avec Julien Clerc en interprète vedette accompagné par les Chœurs et Orchestre du Théâtre national de l'Opéra de Paris, mais qui ne sera jamais créée sur scène, sinon dans une forme différente, 18 ans plus tard.
En 1980, Jean-Pierre Bourtayre devient directeur de production chez WEA. En 1983, il rejoint Jacques Revaux chez Tréma. Il occupe parallèlement pendant quelques années le poste de vice-président de la SACEM.

### Mort
Jean-Pierre Bourtayre meurt le 4 mars 2024 à Chatou, à l'âge de 82 ans .

### Vie privée
Jean-Pierre Bourtayre a été marié à deux reprises : de 1962 à 1982 à Brigitte Ansermet et de 1983 à son décès à la comédienne et mannequin Isabelle Appay.

## Œuvres

### Chansons
par ordre alphabétique
- Marcel Amont : Bleu, blanc, rouge et des frites, 1972
- Richard Anthony : 
  - Qu’est-ce qui m’attend, 1964
  - Ne me dis pas, 1964
  - Le Grand Meaulnes, 1967
- Hugues Aufray : Adieu monsieur le professeur, 1968
- Charles Aznavour :
  - Toi et moi, 1994
  - Sans importance, paroles de Charles Aznavour, 2007
- Danny Boy et ses Pénitents : Il y a longtemps, Pour décrocher l’amour, 1962
- Les Chats sauvages : Oh ! Lady, Cousine - cousine, 1961
- Julien Clerc : Ça commence comme un rêve d'enfant, 1979
- Nicole Croisille : Un enfant nous a sauvés
- Gilles Dreu : Si le cœur vous en dit (1969), Il faut rendre au diable son violon, Frida
- Jacques Dutronc (génériques de la série Arsène Lupin) :
  - L’Arsène, 1970
  - Gentleman cambrioleur, 1974
- Claude François :
  - Avec la tête, avec le cœur, 1968, paroles d'Yves Dessca et Vline Buggy
  - Une petite fille aux yeux rouges, 1969, paroles de Vline Buggy
  - Il reste toujours, 1969, paroles d'Yves Dessca et Vline Buggy
  - Mon cœur est une maison vide, 1969, paroles d'Yves Dessca et Vline Buggy
  - Même si demain, 1969, paroles de Jacques Plante
  - Menteur ou cruel, 1969, paroles d'Yves Dessca et Vline Buggy
  - C'est un départ, 1970, paroles d'Yves Dessca
  - Parce que je t’aime mon enfant, 1970, paroles d'Yves Dessca
  - Y’a le printemps qui chante, 1972, paroles de Jean-Michel Rivat et Franck Thomas
  - Pourvu que je me souvienne du soleil, 1972, paroles de Michèle Vendôme
  - Il n'y a que l'amour qui rende heureux, 1972, paroles de Jean-Michel Rivat et Franck Thomas
  - Je t'embrasse, 1973, paroles d'Yves Dessca et Jean-Michel Rivat
  - Chanson populaire, 1973, paroles de Nicolas Skorsky
  - Immortelles sont les filles, 1973, paroles d'Yves Dessca
  - J'ai perdu ma chance, 1973, paroles d'Eddy Marnay
  - La maison va revivre, 1973, paroles de Michel Jourdan
  - Toute ma vie je chanterai pour toi, 1974, paroles d'Eddy Marnay
  - La Musique américaine, 1974, paroles de Jean-Michel Rivat
  - Le téléphone pleure, en duo avec Frédérique, 1974, paroles de Franck Thomas
  - Le spectacle est terminé, 1975, paroles d'Eddy Marnay
  - Joue quelque chose de simple, 1975, paroles de Jean-Michel Rivat
  - Le Chanteur malheureux, 1975, paroles de Jean-Michel Rivat
  - Toi et moi contre le monde entier, 1975, paroles d'Eddy Marnay
  - Fais comme si, 1975, paroles d'Eddy Marnay
  - Une chanson française, 1975, paroles de Nicolas Skorsky
  - Nicolas François Dupont, 1976, paroles de Pierre Delanoë
  - Danse ma vie, 1976, paroles de Pierre Delanoé
  - Quelquefois, 1976, paroles de Vline Buggy
  - Savoir ne rien savoir, 1976, paroles d'Yves Dessca
  - Les Anges, les Roses et la Pluie, 1977, paroles de Vline Buggy
  - C’est comme ça que l’on s’est aimé, 1977, paroles de Vline Buggy
  - Comme une chanson triste, 1977, paroles de Vline Buggy
  - Disco Météo, 1977, paroles de Jean Schmitt
  - Magnolias for Ever, paroles d'Étienne Roda-Gil
  - Alexandrie Alexandra, paroles d'Étienne Roda-Gil
  - Ève, paroles de Pierre Delanoë
- France Gall :
  - Rue de l’Abricot, paroles de Vline Buggy et Robert Gall, 1968
  - Homme tout petit, paroles de Jean-Michel Rivat et Frank Thomas, 1969
  - Soleil au cœur, paroles de Robert Gall, 1969
- Johnny Hallyday : Oui je veux, 1962, paroles de Pierre Saka
- Françoise Hardy : 
  - Toi je ne t’oublierai pas (1963)
  - On se quitte toujours (1964)
  - Villégiature (1981)
- Marie Laforêt : L’Amour comme à seize ans, 1973
- Patricia Lavila : 
  - Pour toi c’est rien, pour moi c’est tout, 1975
  - Et l’amour le reste du temps, 1978
- Georgette Lemaire : Tant qu’il y aura sur terre, 1972
- Gérard Lenorman : Boulevard de l’océan, Aurélie, 1979
- Enrico Macias : Générosité (1984)
- Gilles Marchal : On ne refait pas le monde avec une chanson, 1977
- Eddy Mitchell :
  - Et s’il n’en reste qu’un, 1966
  - L’Épopée du rock
  - Paul
- Jean-Claude Pascal : Et nous avons parlé de toi, 1969
- Annie Philippe : Je découvre tout
- Elvis Presley : My Boy (version en langue anglaise de Parce que je t’aime mon enfant, 1970), 1973, paroles de Phil Coulter et Bill Martin
- Dick Rivers[9] : Baby John, Un homme plein d’argent, 1970
- Romuald : 
  - Dis un petit mot, 1972
  - Celui qui reste et celui qui s'en va, 1974, paroles de Michel Jourdan[10]
- Tino Rossi :
  - Chantons la même chanson (en duo avec son fils Laurent), 1976
  - La vie commence à soixante ans, 1978
- Michel Sardou (non exhaustif) :
  - Le Centre du monde, 1968
  - Vladimir Ilitch, 1983
  - Io Domenico, 1984
  - Une lettre à ma femme, 1985
  - Chanteur de jazz, 1985
  - Musulmanes, 1986
  - Marie-Jeanne, 1990
  - Divorce à l’amitié, 1992
  - Le Bac G, 1992
  - Selon que vous serez etc., etc., 1994
  - Putain de temps, 1994
  - Je me souviens d'un adieu, 1995
  - Salut, 1997
- Séverine :
  - Un banc, un arbre, une rue, paroles de Yves Dessca[11]
  - Comme un forgeron, 1972
- Fabienne Thibeault : J’irai jamais sur ton island, 1980
- Patrick Topaloff : J'ai bien mangé, j'ai bien bu, paroles de Claude François[12]
- Sylvie Vartan :
  - Parle-moi de ta vie, 1971
  - Bleu Pacifique, 1989
- Les Vautours (Vic Laurens) : Mon amour est trop grand, 1961

### Comédies musicales
- 36 Front populaire, avec Étienne Roda-Gil et Jean-Claude Petit Créée en 1979, la comédie musicale met en vedette Julien Clerc et Corinne Miller, la future Corinne Hermès avec, notamment, Ça commence par un rêve d'enfant, interprété par Julien Clerc.
- Belles belles belles, comédie musicale rendant hommage aux titres de Claude François 1re comédie musicale juke-box française produite à l'Olympia fin 2003 et début 2004.

### Musiques de films et d'émissions télévisées
- Le Grand Meaulnes, film de Jean-Gabriel Albicocco (1967)
- Arsène Lupin, série télévisée (1971-1974)
- Les Évasions célèbres, série télévisée (plusieurs épisodes, 1972)
- Gaston Phebus (ou « le lion des Pyrénées »), mini-série (1978)
- Les Maîtres du temps, long-métrage d'animation de René Laloux (1982)
- Tribunal, série télévisée (1988-1991)[13]

en collaboration avec Jean-Claude Petit
- Stars - TF1 (1980-1981)
- Champs-Élysées, émission de variétés (1982 à 1990)
- Stars 90, émission de variétés (1990 à 1994)

## Distinctions
- Chevalier de l'ordre national du Mérite : chevalier dans l'ordre national du Mérite (1998)